# Ібо Озіті
Ібо Озіті (англ. Ibo Oziti; нар. 2 квітня 1974) — єгипетський та нігерійський борець вільного стилю, шестиразовий чемпіон Африки, триразовий чемпіон Всеафриканських ігор, срібний призер чемпіонату Співдружності, срібний призер Ігор Співдружності, учасник трьох Олімпійських ігор.

## Життєпис

### Родина
Брат-близнюк Джо Озіті — нігерійський борець вільного стилю, дворазовий чемпіон Африки, чемпіон Всеафриканських ігор, учасник Олімпійських ігор.

## Спортивні результати на міжнародних змаганнях

### Виступи на Олімпіадах
| Змагання                    | Збірна  | Вагова категорія          | Місце |
| --------------------------- | ------- | ------------------------- | ----- |
| Літні Олімпійські ігри 1992 | Нігерія | вільна боротьба, до 68 кг | 11    |
| Літні Олімпійські ігри 1996 | Нігерія | вільна боротьба, до 68 кг | 18    |
| Літні Олімпійські ігри 2000 | Нігерія | вільна боротьба, до 69 кг | 20    |

### Виступи на Чемпіонатах світу
| Змагання                        | Збірна  | Вагова категорія          | Місце |
| ------------------------------- | ------- | ------------------------- | ----- |
| Чемпіонат світу з боротьби 1990 | Нігерія | вільна боротьба, до 68 кг | 10    |
| Чемпіонат світу з боротьби 1991 | Нігерія | вільна боротьба, до 68 кг | 12    |

### Виступи на Чемпіонатах Африки
| Змагання                         | Збірна  | Вагова категорія          | Місце  |
| -------------------------------- | ------- | ------------------------- | ------ |
| Чемпіонат Африки з боротьби 1989 | Єгипет  | вільна боротьба, до 68 кг | Золото |
| Чемпіонат Африки з боротьби 1990 | Нігерія | вільна боротьба, до 68 кг | Золото |
| Чемпіонат Африки з боротьби 1992 | Нігерія | вільна боротьба, до 68 кг | Золото |
| Чемпіонат Африки з боротьби 1993 | Нігерія | вільна боротьба, до 68 кг | Золото |
| Чемпіонат Африки з боротьби 1994 | Нігерія | вільна боротьба, до 68 кг | Золото |
| Чемпіонат Африки з боротьби 1996 | Нігерія | вільна боротьба, до 68 кг | Золото |
| Чемпіонат Африки з боротьби 2000 | Нігерія | вільна боротьба, до 69 кг | Золото |

### Виступи на Всеафриканських іграх
| Змагання                 | Збірна  | Вагова категорія          | Місце  |
| ------------------------ | ------- | ------------------------- | ------ |
| Всеафриканські ігри 1991 | Нігерія | вільна боротьба, до 68 кг | Золото |
| Всеафриканські ігри 1995 | Нігерія | вільна боротьба, до 68 кг | Золото |
| Всеафриканські ігри 1999 | Нігерія | вільна боротьба, до 69 кг | Золото |

### Виступи на Чемпіонатах Співдружності
| Змагання                                | Збірна  | Вагова категорія          | Місце  |
| --------------------------------------- | ------- | ------------------------- | ------ |
| Чемпіонат Співдружності з боротьби 1993 | Нігерія | вільна боротьба, до 68 кг | Срібло |

### Виступи на Іграх Співдружності
| Змагання                | Збірна  | Вагова категорія          | Місце  |
| ----------------------- | ------- | ------------------------- | ------ |
| Ігри Співдружності 1994 | Нігерія | вільна боротьба, до 68 кг | Срібло |